# 銀目天蠶蛾
銀目天蠶蛾（學名：Rhodinia verecunda），為臺灣特有的天蠶蛾科透目大蚕蛾属物種。

## 發現史
銀目天蠶蛾由日本蛾類研究者井上寬於1984年發表，已知最早一筆出自臺灣南投能高山區的蛾類採集紀錄（Mt. Nengkao/2000 m/Nantou/Formosa/VIII. 1961/ex T. Shimonoya），也是第二次世界大戰後臺灣2000公尺以上山區的第一筆蛾類標本紀錄，正模式雄蟲標本目前存放於倫敦自然史博物館。

## 分佈與發生期
由現今除了這筆模式標本以外的其他存證標本或是臺灣公民科學影像紀錄，臺灣特有種的銀目天蠶蛾成蟲發生期侷限於11月至隔年1月，由世界已知的銀目天蠶蛾屬生態習性也能明瞭牠們是典型成蟲僅發生於冬季的類群，也因此，可以合理的推測正模式標本的實際採集月份為八月份的機會不高。

## 幼蟲食性
已知幼蟲取食朴樹、青剛櫟、麻櫟、槲櫟與狹葉櫟。